# Papuligobius ocellatus
Papuligobius ocellatus es una especie de peces de la familia de los Gobiidae en el orden de los Perciformes.

## Morfología
- Los machos pueden llegar a alcanzar los 12 cm de longitud total.
- Número de vértebras: 26.[1][2]

## Alimentación
Come insectos y zooplancton. 

## Hábitat
Es un pez de agua dulce, de clima tropical y bentopelágico.

## Distribución geográfica
Se encuentra en Asia: cuenca del río Mekong (Camboya, Laos y Tailandia ).

## Observaciones
Es inofensivo para los humanos. 